# Руевица (стадион)
Руевица (хорв. Rujevica) — футбольный стадион, расположенный в городе Риека (Хорватия). Вместимость стадиона составляет 8 279 зрителей. Стадион Руевица — временная домашняя арена футбольного клуба «Риека» с августа 2015 года, в период сооружения новой Кантриды. Руевица — часть тренировочного комплекса, который включает в себя четыре дополнительных поля и используется молодёжной академией клуба. Стадион располагается в одноимённом районе, официальное же название арены — Стадион ХНК Риека (хорв. Stadion HNK Rijeka).

## Сооружение
Сооружение тренировочного центра в районе Руевица было начато 15 сентября 2014 года и финансировалось собственниками футбольного клуба «Риека». 28 июля 2015 года стадион был лицензирован хорватскими футбольными властями. Официально Руевица была открыта 2 августа 2015 года матчем «Риеки» против загребской «Локомотивы», закончившимся победой хозяев со счётом 3:1. Защитник «Риеки» Марин Леовац стал автором первого гола на стадионе.

## Расширение
В январе и ноябре 2016 года президент «Риеки» Дамир Мишкович упоминал о планах строительства северной трибуны, чтобы стадион мог удовлетворять требованиям УЕФА для проведения матчей Лиги чемпионов УЕФА и Лиги Европы УЕФА иметь стадион с минимальной вместимостью в 8 000 зрителей. Сооружение северной трибуны началось 11 мая 2017 года, а закончилось 21 июля 2017 года. В результате вместимость арены была увеличена с 6 039 до 8 279 зрителей.
2 августа 2017 года была зафиксирована рекордная посещаемость стадиона: матч третьего квалификационного раунда Лиги чемпионов УЕФА между «Риекой» и австрийским «Ред Буллом» посетили 8 118 человек.

## Вместимость по сектора
Четыре сектора стадиона имеют общую вместимость в 8 279 зрителей:
- Сектор I (восточный): 2 852
- Сектор Z (западный): 2 775 (включая VIP-сектор)
- Сектор S (северный): 2 240
- Сектор J (южный): 412 (гостевой сектор)

## Посещаемость в лиге[13]
| Сезон   | Всего  | Наивысшая | Наименьшая | Средняя |
| ------- | ------ | --------- | ---------- | ------- |
| 2015/16 | 71 682 | 5 776     | 2 522      | 4 217   |
| 2016/17 | 85 628 | 6 004     | 3 022      | 4 757   |
| 2017/18 | 70 046 | 7 258     | 3 022      | 4 670   |

## Матчи сборных
| Дата                        | Соревнование                 | Соперник                    | Результат                   | Зрители                     | Ссылки                      |                             |
| Сборная Хорватии по футболу | Сборная Хорватии по футболу  | Сборная Хорватии по футболу | Сборная Хорватии по футболу | Сборная Хорватии по футболу | Сборная Хорватии по футболу | Сборная Хорватии по футболу |
| --------------------------- | ---------------------------- | --------------------------- | --------------------------- | --------------------------- | --------------------------- | --------------------------- |
| 4 июня 2016                 | товарищеский матч            | Сан-Марино                  | 10:0                        | 3 911                       | [ 14 ]                      |                             |
| 6 октября 2017              | квалификация чемпионата мира | Финляндия                   | 1:1                         | 7 578                       | [ 15 ]                      |                             |